# بابلو خيريز
بابلو خيريز (بالإسبانية: Pablo Jerez)‏ (26 يوليو 1984 في الأرجنتين - ) هو لاعب كرة قدم أرجنتيني في مركز الدفاع. شارك مع منتخب الأرجنتين تحت 23 سنة لكرة القدم. أما مع النوادي، فقد لعب مع أوليمبو وبوكا جونيورز وتيغري ونادي أتليتيكو كولون وهوراكان.

## وصلات خارجية
- بابلو خيريز على موقع قاعدة بيانات كرة القدم.إي يو (الإنجليزية)